# بولس‌وارد
بولس‌وارد (به هلندی: Bolsward) یک شهرستان در هلند است که در سودوست-فریسلان واقع شده‌است. بولس‌وارد ۹٫۴۲ کیلومتر مربع مساحت و ۹٬۶۰۷ نفر جمعیت دارد.